# Jomsborg
Jomsborg – legendarna osada wikingów u ujścia Odry. Pojawia się w źródłach z XII—XIII wieku, ale niektórzy historycy podważają wiarygodność sag skandynawskich jako źródeł historycznych. Najpełniejszy przekaz o Jomsborgu zawiera anonimowa Jómsvikingasaga z początku XIII wieku.

## Powstanie osady
Nie jest jasne, kiedy miała powstać osada ani kto był jej założycielem. Prawdopodobnie o Jomsborgu pisał Adam z Bremy, kiedy opisywał osadę Jumne. Część źródeł, takich jak: Fagrskinna, Knytlinga saga i Saxo Gramatyk, wskazują na króla Danii Haralda Sinozębego, z namiestnictwa którego Jomswikingami dowodził Szwed Styrbjörn. Z kolei Jómsvikinga saga, Saga o Olafie Tryggvasonie i Eyrbyggja saga sugerują jarla Palnatokiego, który miał otrzymać w tym celu ziemię od władcy słowiańskiego Burysława. Ponieważ teksty te powstały w drugiej połowie XIII wieku i zawierają wiele podobieństw do Jómsvikingasagi, przyjmuje się, że była ona źródłem informacji dla ich autorów. Natomiast rozbieżności dotyczące założyciela Jomsborga mogą wynikać z tego, iż opierano się na jednej z młodszych wersji Jómsvikingasagi, która swoje źródło mogła mieć w jednym z wcześniejszych, dziś zaginionych tekstów. Z kolei Fagrskinna czy Knytlinga saga wzorują się na najstarszej, niezachowanej do dziś wersji Jómsvikingasagi, która wskazywała Haralda Sinozębego jako założyciela Jomsborga.
Wszystkie źródła mówią natomiast o bardzo podobnym motywie założenia osady, którym miały być zbrojne starcia i najazdy wymierzone w Słowian. Wyprawy te doprowadziły do opanowania Vindlandu i w konsekwencji do powstania grodu, który początkowo funkcjonować miał jako wojskowy obóz. Według sag Jomsborg stał się z czasem rozległym miastem z fortecą i dużym portem, przy którym znajdowała się kamienna wieża z katapultami. Najstarsze zapiski mówią, że port mógł pomieścić trzy statki, ale w późniejszych tekstach jest wzmianka o 360 okrętach. Osadę zamieszkiwała zbrojna grupa wojowników zwana Jomswikingami, która miała za zadanie strzec duńskiego panowania nad okolicznym terytoriami. O jej kształcie i działaniach decydował zarządzający grodem jarl. Z czasem Jomswikingowie zaczęli podbijać także sąsiednie ziemie oraz najeżdżać wybrzeża Danii i Norwegii. Ostateczny kres ich działalności położył w XI wieku Magnus Dobry, który najechał i zniszczył Jomsborg.
Z Jomsborgiem łączy się także postać norweskiego króla Olafa Tryggvasona, który miał tam spędzić trzy lata.

## Badania archeologiczne
Pierwsze badania archeologiczne przeprowadzili na Wolinie w latach 30. XX wieku badacze niemieccy pod przewodnictwem K.A. Wildego. Po II wojnie światowej wykopaliskami zajęli się polscy archeolodzy, którzy odkryli „kompleks miejski” z częścią handlową, przystanią portową oraz cmentarzyskiem. Według archeologów osada powstała na przełomie VIII i IX wieku. Wśród odnalezionych przedmiotów były m.in. elementy uzbrojenia, naczynia ze steatytu, ozdobne amulety, tabliczka z napisem runicznym, fragmenty łodzi oraz drewniany dysk pełniący prawdopodobnie funkcję kompasu.